# باغرات الثالث

باغرات الثالث

باغرات الثالث (بالجورجية: ბაგრატ III) ـ (حوالي 960 م ـ 7 مايو 1014) هو ملك الأبخاز بدءًا من سنة 978 م، وملك جورجيا من سنة 1008 وحتى وفاته.
تمكن باغرات من توحيد لقبيه الملكيين عن طريق الوراثة، كما ضم إلى مملكته المزيد من الأراضي عن طريق الغزو والدبلوماسية، ليصبح أول ملك حقيقي لأول مملكة جورجية موحدة. تولى باغرات الثالث أيضًا ـ قبل تتويجه ملكًا ـ حكم كارتلي بصفته سليلًا ملكيًا في الفترة بين سنتي 976 و978.
أمر بتشييد كاتدرائية باغراتي في مدينة كوتايسي بغرب جورجيا، التي تعدها منظمة اليونسكو اليوم ضمن مواقع التراث العالمي.